# Zeittafel Astronomie
In der Zeittafel Astronomie werden tabellarisch einige wichtige Entdeckungen und Erkenntnisfortschritte der Astronomie exemplarisch aufgelistet. Die Geschichte der Astronomie wird im gleichnamigen Artikel dargestellt. Davon abzugrenzen ist die Geschichte der Raumfahrt. Aufgelistet werden insbesondere Ereignisse, zu denen bestimmte bahnbrechende Erkenntnisse oder Techniken zum ersten Mal gemacht bzw. genutzt wurden. Siehe dazu auch den Abschnitt Geschichte im Artikel „Beobachtende Astronomie“.

## Altsteinzeit
- In der Höhle von Lascaux (Frankreich) werden in Höhlenmalereien wahrscheinlich die Plejaden und der Zodiak (Tierkreis) oder das Sommerdreieck dargestellt.[1][2]

## Jungsteinzeit
- Der Turm von Jericho aus dem 9. Jahrtausend v. Chr. deutet auf die Kenntnis der Sommersonnenwende hin und jungsteinzeitliche Bauten wie etwa Stonehenge zeugen von den Bemühungen der sesshaft gewordenen Bevölkerung, die natürliche Jahreslänge und ausgewählte zyklisch wiederkehrende Himmelsereignisse wie Sonnenwende und Tag-und-Nacht-Gleiche exakt bestimmen zu können. Vergleiche auch Tropisches Jahr: Historische Entwicklung der Messung

## 5. Jahrtausend v. Chr.
- bis Mitte des Jahrtausends: Der Planet Mars ist bekannt.
- ca. 4900 v. Chr.: Die Kreisgrabenanlage von Goseck (auch Sonnenobservatorium von Goseck) wird im heutigen Goseck (Burgenlandkreis) in Sachsen-Anhalt errichtet (sie wird von einigen Archäologen als das älteste Observatorium der Welt bezeichnet).
- um 4000: die Sumerer entdecken in Eridu den neuen Stern Canopus.[3]

## 4. Jahrtausend v. Chr.
- älteste erhaltene schriftliche Aufzeichnungen über Techniken und Bedeutung der altägyptischen Astronomie
- Merkur ist mindestens seit der Zeit der Sumerer bekannt.
- 11. oder 13. August 3114 v. Chr.: Startpunkt der langen Zählung des Maya-Kalenders.

## 3. Jahrtausend v. Chr.
- um 3000 v. Chr.: Steintafel aus dem Tempel von Tal-Qadi auf Malta stellt möglicherweise eine Sternenkarte oder einen Mondkalender dar.
- 2707 bis 2639 v. Chr. (Dritte altägyptische Dynastie): Verzierungen von Decken mit einfachen Sternmustern in der Djoser-Pyramide
- 2600 v. Chr.: Die Sumerer stellen die Plejaden-Schaltregeln auf, um damit ihren Mondkalender mit dem Sonnenjahr synchronisieren zu können.[4]
- 2137 v. Chr.: Aufzeichnung der ersten Sonnenfinsternis in China
- ca. 2100 bis 1700 v. Chr. Himmelsscheibe von Nebra: älteste konkrete Himmelsdarstellung
- 2137 bis 1781 v. Chr.: Diagonalsternuhren, Himmelsdarstellung im Sarg des Heni im Mittleren Reich

## 2. Jahrtausend v. Chr.
- ca. 1400 bis 1300 v. Chr.: astronomische Kalenderfunktionen auf Basis eines lunisolaren Kalendersystems (Goldhut)
- 1880 bis 1850 v. Chr.: Nutbuch zum Themenbereich Dekan-Sterne, Schattenuhr, Mond, Sonne und Planeten im Mittleren Reich unter Sesostris III.
- ab 1645 v. Chr.: bislang ältestes bekanntes Schriftdokument einer Planetenbeobachtung (Venus-Tafeln des Ammi-şaduqa): Diese Keilschrifttafeln tragen bis etwa 800 v. Chr. kopierte Texte des babylonischen Königs Ammi-şaduqa über Beobachtungen des 584-Tage-Intervalls der Venus ab 1645 v. Chr.
- um 1000 v. Chr.: Die Babylonier können komplexe Überlagerungen periodischer Phänomene in die einzelnen Perioden isolieren und so vorausberechnen.

## 1. Jahrtausend v. Chr.
- Aus Keilschriften geht hervor, dass den Babyloniern ab etwa 800 v. Chr. schon Sonnenfinsterniszyklen mit der Sarosperiode (rund 18 Jahre) bekannt waren.
- 6. Juni 763 v. Chr.: erste sicher datierbare Beobachtung einer Sonnenfinsternis in Mesopotamien
- 6. Jahrhundert v. Chr.: Die Pythagoräer vertreten die Ansicht einer kugelförmigen Erde und deren Bewegung um ein Zentralfeuer. Um 580 vor Christus wird die Erde nach einer Theorie von Anaximander als Kugel beschrieben.
- 4./3. Jh. v. Chr.: Theophrastos von Eresos  spricht in seinen „Wetterzeichen“ eindeutig von einem Fleck auf der Sonne.
- 384 v. Chr. – 322 v. Chr.: Aristoteles: Argument für kugelförmige Erde aufgrund kreisförmiger Erdschatten bei Mondfinsternissen
- um 300 v. Chr.: Die Stoiker erstellen eine Liste der vermeintlichen Entfernung der Planeten zur Erde.
- 3. Jahrhundert v. Chr.: Aristarch von Samos misst die Größe und den Abstand des Mondes und der Sonne. Außerdem zeigt er als erster einen mathematischen Nachweis für die Existenz eines heliozentrischen Weltbildes.
- um 240 v. Chr.: erste annähernd richtige Berechnung des Erdumfanges über Winkel von Schatten an diversen Orten durch Eratosthenes von Alexandria
- ca. 190 bis 120 v. Chr.: Einfache Instrumente zur Positionsbestimmung von Himmelsobjekten finden sich bei Hipparch und Ptolemaios (Erstes Astrolabium).
- um 150 v. Chr.: Hipparchos von Nikaia und Archimedes erstellten erste Sternkataloge (1000 Sterne); Entdeckung der Präzessionsbewegung der Erde: Diese Entdeckung wird Hipparchos (um 150 v. Chr.) zugeschrieben. Seit damals ist also die permanente Veränderung der Koordinaten der Fixsterne am Nachthimmel und somit auch der Äquatorialkoordinaten Rektaszension und Deklination bekannt.

## 2. Jahrhundert
- um 150: Claudius Ptolemäus beschreibt das später nach ihm benannte geozentrische Weltbild im Almagest mit mathematischen Formeln.

## 9. Jahrhundert
- 829: Einrichtung einer Sternwarte in Bagdad

## 10. Jahrhundert
- Beschreibung der Andromedagalaxie – der Erde nächstgelegenen Galaxie – durch den persischen Astronomen Al-Sufi, der sie „die kleine Wolke“ nennt

## 11. Jahrhundert
- 1000: Einrichtung einer Sternwarte in Kairo

## 14. Jahrhundert
- Zwischen 1304 und 1306: erste realistische Darstellung eines Kometen, des Halleyschen Kometen im Fresko der Cappella degli Scrovegni

## 16. Jahrhundert
- 1543: Nicolaus Copernicus veröffentlicht nach langem Zögern seine Untersuchungen der Planetenbewegungen. Damit greift er die Idee des heliozentrischen Weltbildes wieder auf.
- 1572: Tycho Brahe (1546–1601) erschüttert mit seinen Beobachtungen der Supernova im Sternbild Kassiopeia die aristotelische Annahme der Unveränderbarkeit der Himmelssphäre.
- 1577: Tycho Brahe erkennt durch Messung der Parallaxe, dass es sich beim Kometen von 1577 nicht wie bei Aristoteles postuliert um einen Photometeor in der Erdatmosphäre, sondern um ein ferneres Gebilde handeln muss.
- 1582: Der Gregorianische Kalender ersetzt den fehlerhaften Julianischen Kalender.
- 1584: Das berühmteste Instrument Tycho Brahes, der Mauerquadrant, wird in Dänemark aufgebaut.
- 1584: Giordano Bruno (1548–1600) formuliert die Idee, dass Fixsterne Zentren von anderen Planetensystemen seien.
- vor 1600: Giordano Bruno setzt die Fixsterne mit der Sonne gleich und vermutet dort weitere Planeten.

## 17. Jahrhundert
- 1604: Johannes Kepler beobachtete die Supernova 1604 und veröffentlichte die zwei Jahre später in dem Buch De Stella nova in pede serpentarii, et qui sub ejus exortum de novo iniit, Trigono igneo (‚Vom neuen Stern im Fuße des Schlangenträgers‘).
- 1609: Die ersten beiden Keplerschen Gesetze werden von Johannes Kepler in der Astronomia Nova veröffentlicht.
- 1609: Erster dokumentierter astronomischer Einsatz eines Fernrohrs durch Galileo Galilei.
- 1610: Entdeckung der vier größten Jupitermonde durch Galileo Galilei.
- 1616: Jesuitenpater Nicolaus Zucchius baut das erste Spiegelteleskop.
- 1619: Johannes Kepler veröffentlicht in den Harmonices mundi das dritte Keplersche Gesetz.
- 1632: Galileo Galilei entdeckt die Libration des Mondes.
- 1633: René Descartes behauptet, dass alles, selbst die Entstehung des Universums, durch die Gesetze der Physik beschreibbar ist.
- 1672: Verbessertes Spiegelteleskop durch Isaac Newton.
- 1670er Jahre: Ole Rømer weist anhand der Sichtbarkeiten der Galileischen Monde die Endlichkeit der Lichtgeschwindigkeit nach. Christian Huygens ermittelt 1678 aus dessen Beobachtungsdaten eine Lichtgeschwindigkeit von zirka 212.000 Kilometer pro Stunde.
- 1687: Die "Principia" von Isaac Newton  mit der auf die Himmelskörper angewandten Gravitationstheorie wird veröffentlicht.

## 18. Jahrhundert
- 1705: Edmond Halley veröffentlicht die "Astronomiae Cometiae Synopsis" mit der Voraussage der Wiederkehr des nach ihm benannten Kometen.[5]
- 1718: Halley stellt nach Vergleich mit antiken Sternkarten die These der Eigenbewegung der Fixsterne auf.
- 1728: James Bradley entdeckt die Aberration des Lichts.[6]
- 1755: Immanuel Kant beschreibt in seinem Werk Allgemeine Naturgeschichte und Theorie des Himmels eine mechanische Entstehung des Sonnensystems sowie des Milchstraßensystems und anderer Galaxien.
- 1758: Johann George Palitzsch entdeckt den von allen Astronomen erwarteten Halleyschen Kometen.
- 1774: Charles Messier veröffentlicht das erste systematische Verzeichnis der „Nebelobjekte“, den noch heute verwendeten Messier-Katalog.[7]
- 1781: Sir Friedrich Wilhelm Herschel entdeckt den Planeten Uranus zufällig am 13. März 1781 (er hält ihn für einen Kometen).
- Es setzt sich die Erkenntnis durch, dass das Sonnensystem nur ein winziger Teil des gesamten Universums ist.
- 1791: erstes erfolgreiches Fallexperiment zum Nachweis der Erdrotation durch Giovanni Battista Guglielmini.
- 1798: Pierre-Simon Laplace (1749–1827) sagt die Existenz von Schwarzen Löchern voraus.

## 19. Jahrhundert
- 1801: Giuseppe Piazzi entdeckt den damals gesuchten Planeten (Himmelspolizey) zwischen Mars und Jupiter – Ceres (heute Zwergplanet).
- 1807: Friedrich Wilhelm Bessel berechnet Kometenbahnen mit parabelnahen Ellipsen.
- 1833: George Biddell Airy bestimmt die Masse des Planeten Jupiter.
- 1835: Friedrich Wilhelm Bessel erklärt die Entstehung von Kometenschweifen.
- 1837: Friedrich Wilhelm Bessel bestätigt und präzisiert die zuvor bereits von Airy bestimmte Masse des Planeten Jupiter durch die Beobachtung der Galileischen Monde.
- 1838: Nachweis der jährlichen Parallaxe der Sterne und erstmalige Bestimmung der Entfernung von über 10 Lichtjahren für den benachbarten Schnellläufer 61 Cygni durch Friedrich Wilhelm Bessel.
- 1846: Johann Galle entdeckt mit Neptun den heute achten Planeten des Sonnensystems.
- 1851: Léon Foucault führt erstmals seinen berühmten Pendelversuch in Paris durch.
- 1859: Robert Wilhelm Bunsen und Gustav Kirchhof entwickeln die Spektralanalyse. Diese stellte einen derartigen Fortschritt bei der Untersuchung kosmischer Objekte dar, dass ihre Entwicklung den Übergang von der klassischen Astronomie (die sich auf die Beobachtung von Anzahl und Bewegungen der Himmelskörper beschränkte) zur Astrophysik markierte. Mit ihr begann die Erforschung der Beschaffenheit der Himmelskörper.
- 1877: Asaph Hall entdeckt die beiden Marsmonde Phobos und Deimos.
- 1879: Albert A. Michelson ermittelt den Betrag der Lichtgeschwindigkeit.

## 20. Jahrhundert
- 1913: Henry Norris Russell entwickelt das berühmte Hertzsprung-Russell-Diagramm, das den Zusammenhang zwischen der Größe eines Sterns und seiner Helligkeit darstellt.
- 1919: Arthur Stanley Eddington beobachtet während einer totalen Sonnenfinsternis erstmals den Gravitationslinseneffekt und erbringt somit den ersten Beweis für die Richtigkeit von Einsteins Allgemeiner Relativitätstheorie. (Da Eddington Brite und Einstein Deutscher war, wurde die Tatsache, dass die beiden "zusammenarbeiteten" als Zeichen der Versöhnung nach dem Ersten Weltkrieg gedeutet)
- 1923: Es gelang Edwin Hubble – wenn auch mit einem Fehler behaftet – mithilfe veränderlicher Sterne der Cepheiden-Klasse, die Entfernung der Andromedagalaxie auf 900.000 Lichtjahre (eigentlich 2,5 Mio. Lichtjahre) zu berechnen, und sie damit als extragalaktisches Objekt zu identifizieren.
- 1929: Edwin Hubble findet die Beweise für ein expandierendes Universum bei der Messung der Rotverschiebung verschiedener Objekte. Hubble selbst glaubt Zeit seines Lebens nicht an ein solches Universum, aber mittels seiner Daten kann später darauf geschlossen werden.
- 18. Februar 1930: Pluto wird durch das Lowell-Observatorium in Flagstaff (Arizona) durch Vergleiche einiger Himmelsaufnahmen am Blinkkomparator nach rund 25-jähriger Suche entdeckt.
- 1964: Entdeckung der kosmischen Hintergrundstrahlung durch Arno Penzias und Robert Woodrow Wilson
- 1978: James Walter Christy spürt den größten Plutomond Charon auf.
- 1987: In der Großen Magellanschen Wolke fand die Supernova 1987A statt, die erste mit modernen Teleskopen beobachtbare Supernova in der näheren Umgebung der Milchstraße
- 1990: Das Hubble-Weltraumteleskop nimmt den Betrieb auf. In den folgenden Jahrzehnten werden die bedeutendsten Entdeckungen durch dieses Teleskop erfolgen.
- Mitte der 1990er: Erstmals werden Exoplaneten (Planeten außerhalb des Sonnensystems) gefunden.
- 1995: Mit dem Hubble-Weltraumteleskop wird das Hubble Deep Field aufgenommen.
- 1998: Entdeckung der Beschleunigung der Expansion des Universums (vgl. Supernova Cosmology Project)

## 21. Jahrhundert
- 2003 bis 2004: Als Fortsetzung zum Hubble Deep Field wird das Hubble Ultra Deep Field aufgenommen.
- 2005: Entdeckung von Eris, einem massereichen Objekt im Kuipergürtel. Debatten über dessen Anerkennung zum Planeten führten letztlich zur Einführung der Kategorie der Zwergplaneten und der Rückstufung von Pluto in die neugeschaffene Kategorie. Im selben Jahr wurden auch die Zwergplaneten Makemake und Haumea entdeckt.
- 2012: Mit dem Hubble Extreme Deep Field wird das bislang tiefste Bild des Universums aufgenommen.
- 2013: Die Entdeckung von Luhman 16 wird bekanntgegeben. Seit der Entdeckung von Barnards Pfeilstern (1912) ist es das erdnächste, neuentdeckte System. Es besteht aus braunen Zwergen und ist als System der insgesamt drittnächste Nachbar.
- 2015: Der erste direkte Nachweis von Gravitationswellen mithilfe des LIGO-Detektors.
- 2016: Entdeckung vom Proxima Centauri b, einem Exoplaneten um unseren nächsten Nachbarstern Proxima Centauri, welcher sich sogar innerhalb der habitablen Zone dieses Sterns befindet.
- 2017: Entdeckung von 1I/ʻOumuamua, dem ersten Objekt, das nachweislich von außerhalb des Sonnensystems kam.
- 2019: Die erste Photographie eines schwarzen Lochs mithilfe des Event Horizon Telescope. Abgebildet wurde das Schwarze Loch der Galaxie M87.
- 2022: Abbildung von Sagittarius A*, dem schwarzen Loch unserer Galaxie mithilfe des Event Horizon Telescope.

## Entdeckungsdaten von Himmelskörpern

### Planeten des Sonnensystems
| Planet | Entdecker                                                                            | Entdeckungsdatum          |
| --- | ------------------------------------------------------------------------------------ | ------------------------- |
| Erde | seit dem Altertum bekannt                                                            | seit dem Altertum bekannt |
| Merkur | seit dem Altertum bekannt                                                            | seit dem Altertum bekannt |
| Venus | seit dem Altertum bekannt                                                            | seit dem Altertum bekannt |
| Mars | seit dem Altertum bekannt                                                            | seit dem Altertum bekannt |
| Jupiter | seit dem Altertum bekannt                                                            | seit dem Altertum bekannt |
| Saturn | seit dem Altertum bekannt                                                            | seit dem Altertum bekannt |
| Die seit dem Altertum bekannten Planeten werden nach der vermeintlichen Entfernung zur Erde sortiert, eine solche Liste wurde erstmals von den griechischen Stoikern erstellt. |                                                                                      |                           |
| Uranus | Wilhelm Herschel                                                                     | 13. März 1781             |
| Neptun | Urbain Le Verrier, John Couch Adams, Johann Gottfried Galle, Heinrich Louis d’Arrest | 23. September 1846        |

### Zwergplaneten
| Zwergplanet       | Entdecker                                                 | Entdeckungsdatum |
| ----------------- | --------------------------------------------------------- | ---------------- |
| (1) Ceres         | Giuseppe Piazzi                                           | 1. Januar 1801   |
| (134340) Pluto    | Clyde Tombaugh                                            | 23. Januar 1930  |
| (136108) Haumea   | umstritten                                                | 7. März 2003     |
| (136199) Eris     | Michael E. Brown, Chad Trujillo, David Lincoln Rabinowitz | 21. Oktober 2003 |
| (136472) Makemake | Michael E. Brown, Chad Trujillo, David Lincoln Rabinowitz | 31. März 2005    |

### Exoplaneten
| Exoplanet              | Entdecker                     | Entdeckungsdatum |
| ---------------------- | ----------------------------- | ---------------- |
| Draugr                 | Aleksander Wolszczan          | 1992             |
| Poltergeist            | Aleksander Wolszczan          | 1992             |
| Phobetor               | Aleksander Wolszczan          | 1992             |
| Dimidium (51 Pegasi b) | Michel Mayor, Didier Queloz   | 1995             |
| Proxima Centauri b     | Guillem Anglada-Escudé et al. | 2016             |

### Monde
| Satellit | Planet  | Entdecker                 | Entdeckungsdatum  |
| -------- | ------- | ------------------------- | ----------------- |
| Io       | Jupiter | Galileo Galilei           | 7. Januar 1610    |
| Ganymed  | Jupiter | Galileo Galilei           | 7. Januar 1610    |
| Europa   | Jupiter | Galileo Galilei           | 7. Januar 1610    |
| Kallisto | Jupiter | Galileo Galilei           | 7. Januar 1610    |
| Titan    | Saturn  | Christiaan Huygens        | 25. März 1655     |
| Iapetus  | Saturn  | Giovanni Domenico Cassini | 25. Oktober 1671  |
| Rhea     | Saturn  | Giovanni Domenico Cassini | 23. Dezember 1672 |
| Tethys   | Saturn  | Giovanni Domenico Cassini | 21. März 1684     |
| Dione    | Saturn  | Giovanni Domenico Cassini | 21. März 1684     |
| Triton   | Neptun  | William Lassell           | 10. Oktober 1846  |
| Ariel    | Uranus  | William Lassell           | 24. Oktober 1851  |
| Umriel   | Uranus  | William Lassell           | 24. Oktober 1851  |
| Phobos   | Mars    | Asaph Hall                | 18. August 1877   |
| Deimos   | Mars    | Asaph Hall                | 12. August 1877   |

| Satellit | Zwergplanet | Entdecker            | Entdeckungsdatum |
| -------- | ----------- | -------------------- | ---------------- |
| Charon   | Pluto       | James Walter Christy | 1978             |